# Claudemir
Pour le footballeur né en 1984, voir Claudemir (football, 1984).
Claudemir Domingues de Souza plus communément appelé Claudemir est un footballeur brésilien, né le 27 mars 1988 à Macaúbas au Brésil. Il évolue actuellement au Comercial-SP au poste de milieu de terrain.

## Biographie
Claudemir commence sa carrière au Brésil en 2007 dans le club de São Carlos Futebol Clube. Il attise rapidement les convoitises européennes, et signe aux Pays-Bas en janvier 2008 dans le club du Vitesse Arnhem. Il commence donc sa carrière professionnelle lors de la deuxième partie de la saison 2007-2008 du championnat néerlandais. Il débute le 17 février 2008 en championnat contre le Feyenoord Rotterdam (0-1) en entrant à la 85e minute à la place du français Sébastien Sansoni.
Il dispute ses trois premiers matchs en tant que remplaçant puis finit la saison en tant que titulaire dans le milieu de terrain du Vitesse Arnhem, il est 6 fois titulaire et inscrit 3 buts. Il marque son premier but contre le FC Twente (3-4) à la 90e minute. Une demi saison qui laisse beaucoup d'espoir pour Claudemir qui à 20 ans est titulaire dans une formation du milieu de tableau hollandais dès son arrivée. Les deux prochaines saisons, il est l'un des titulaires indiscutables de l'équipe au milieu de terrain.
Mais lors du mercato 2010, le Vitesse Arnhem doit se séparer dans son joyau brésilien pour des raisons financières, il est vendu pour 1 M€ au Danemark au FC Copenhague dans un club qui participera à la Ligue des champions.
Le 2 novembre 2010, il égalise lors de la grosse confrontation du groupe contre le FC Barcelone une minute après l'ouverture du score de Lionel Messi, il marque du droit sur une passe décisive de Jesper Grønkjær.

## Palmarès
- FC Copenhague
  - Championnat du Danemark
    - Vainqueur : 2011, 2013.

  - Coupe du Danemark
    - Vainqueur : 2012.
- Club Bruges KV
  - Coupe de Belgique
    - Vainqueur :  2015

  - Championnat de Belgique
    - Champion : 2016

  - Supercoupe de Belgique
    - Vainqueur : 2016

- -     - Championnat de Belgique  :
      - Vice-champion : 2017

## Carrière
Le tableau ci-dessous retrace la carrière de Claudemir depuis ses débuts professionnels.
| Saison    | Club           | Championnat | Championnat | Championnat | Coupe(s) nationale(s) | Coupe(s) nationale(s) | Compétition(s) continentale(s) | Compétition(s) continentale(s) | Compétition(s) continentale(s) | Total | Total |
| Saison    | Club           | Division    | M.          | B.          | M.                    | B.                    | Comp.                          | M.                             | B.                             | M.    | B.    |
| 2007-2008 | Vitesse Arnhem | Eredivisie  | 9           | 3           | -                     | -                     | -                              | -                              | -                              | 9     | 3     |
| 2008-2009 | Vitesse Arnhem | Eredivisie  | 33          | 2           | 2                     | 0                     | -                              | -                              | -                              | 35    | 2     |
| 2009-2010 | Vitesse Arnhem | Eredivisie  | 34          | 4           | 2                     | 1                     | -                              | -                              | -                              | 36    | 5     |
| 2010-2011 | FC Copenhague  | SAS Ligaen  | 32          | 4           | 1                     | 0                     | C1                             | 12                             | 1                              | 45    | 5     |
| 2011-2012 | FC Copenhague  | SAS Ligaen  | 24          | 2           | 4                     | 1                     | C1                             | 7                              | 0                              | 35    | 3     |
| 2012-2013 | FC Copenhague  | SAS Ligaen  | 31          | 2           | 1                     | 0                     | C1                             | 10                             | 1                              | 42    | 3     |
| 2013-2014 | FC Copenhague  | SAS Ligaen  | 13          | 1           | 1                     | 0                     | C1                             | 4                              | 1                              | 18    | 2     |